# Pooh - Trilogia 1987 - 1990
Pooh - Trilogia 1987 - 1990 è un'antologia in confanetto del complesso musicale italiano dei Pooh pubblicata il 14 luglio 2017.

## Il disco
Contiene i tre album di successo Il colore dei pensieri, Oasi e Uomini soli oltre a un cd estratto da Live in Milano (Piazza Duomo 1990) davanti a più di 200.000 persone.
Presente, inoltre, un libretto di 60 pagine con racconti, immagini inedite e memorabilia.

## Tracce CD

### Il colore dei pensieri
1. Per te domani (Facchinetti-Negrini) - 4'17" - Voce principale: Roby
2. Mai dire mai (Battaglia-Negrini) - 5'11" - Voci principali: Red, Dodi, Roby
3. Santa Lucia (Battaglia-Negrini) - 4'23" - Voci principali: Dodi, Roby
4. Tu dov'eri (Facchinetti-Negrini) - 4'28" - Voci principali: Roby, Dodi, Red, Stefano
5. Acqua dalla Luna (Facchinetti-Negrini) - 4'43" - Voce principale: Roby
6. Città di donne (Canzian-Negrini) - 4'47" - Voce principale: Red
7. Non sei lei (Facchinetti-Negrini) - 4'02" - Voci principali: Stefano, Roby
8. Io sto con te (Battaglia-D'Orazio) - 4'07" - Voce principale: Dodi
9. Siamo ancora sulla strada (Facchinetti-D'Orazio) - 4'32" - Voce principale: Red, Roby
10. Dall'altra parte (Facchinetti-Negrini) - 6'02" - Voce principale: Roby

### Oasi
1. Senza frontiere (Facchinetti-Negrini) - 4'23" - Voce principale: Roby
2. Che vuoi che sia (Facchinetti-D'Orazio) - 6'17" - Voce principale: Dodi
3. Io da solo (Facchinetti-Negrini) - 4'55" - Voci principali: Dodi, Red, Roby, Stefano
4. Ti dirò (Canzian-Negrini) - 4'49" - Voce principale: Red
5. La ragazza con gli occhi di sole (Battaglia-D'Orazio) - 4'02" - Voce principale: Stefano
6. Linea calda (Canzian-Negrini) - 5'23" - Voce principale: Red
7. Niente a parte l'amore (Facchinetti-Negrini) - 4'55" - Voce principale: Roby
8. Stare bene fa bene (Battaglia-Negrini) - 4'45" - Voce principale: Dodi, Red, Roby
9. Due donne (Battaglia-Negrini) - 4'47" - Voce principale: Dodi
10. Nell'erba, nell'acqua, nel vento (Facchinetti-Negrini) - 4'43" - Voce principale: Roby

### Uomini soli
1. Uomini soli (Facchinetti-Negrini) - 4'03" - Voci principali: Dodi, Red, Roby, Stefano
2. Napoli per noi (Canzian-D'Orazio) - 4'11" - Voce principale: Red
3. L'altra donna (Battaglia-Negrini) - 4'35" - Voce principale: Dodi
4. Città proibita (Facchinetti-Negrini) - 5'18" - Voce principale: Roby
5. Donne italiane (Facchinetti-Negrini) - 4'33" - Voci principali: Red, Stefano, Roby, Dodi
6. Non solo musica (Facchinetti-D'Orazio) - 4'43" - Voce principale: Roby
7. La luna ha vent'anni (Canzian-Negrini) - 4'35" - Voce principale: Red
8. Davanti al mare (Battaglia-Negrini) - 4'17" - Voce principale: Dodi
9. Giulia si sposa (Facchinetti-Negrini) - 4'09" - Voce principale: Stefano
10. Tu vivrai (Facchinetti-Negrini) - 5'28" - Voci principali: Eros Ramazzotti, Enrico Ruggeri, Roby, Raf, Umberto Tozzi

### Trilogia live in Milano (Piazza Duomo 1990)
1. Non solo musica (Facchinetti-D'Orazio) - Voce principale: Roby
2. Napoli per noi (Canzian-D'Orazio) - Voce principale: Red
3. Che vuoi che sia (Facchinetti-D'Orazio) - Voce principale: Dodi
4. Città di donne (Canzian-Negrini) - Voce principale: Red
5. L'altra donna (Battaglia-Negrini) - Voce principale: Dodi
6. Giorni infiniti (Facchinetti-Negrini) - Voce principale: Roby
7. La ragazza con gli occhi di sole (Battaglia-D'Orazio) - Voce principale: Stefano
8. Dammi solo un minuto (Facchinetti-Negrini) - Voce principale: Roby
9. Uomini soli (Facchinetti-Negrini) - Voci principali: Dodi, Red, Roby, Stefano
10. Chi fermerà la musica (Facchinetti-Negrini) - Voce principale: Roby
11. Noi due nel mondo e nell'anima (Facchinetti-Negrini) - Voce principale: Dodi

## Formazione
- Roby Facchinetti - voce, pianoforte, tastiera
- Dodi Battaglia - voce, chitarra
- Stefano D'Orazio - voce, batteria, percussioni
- Red Canzian - voce, basso, violoncello